# Zespół przyrodniczo-krajobrazowy „Wąwozy Grabowe”
Wąwozy Grabowe – zespół przyrodniczo-krajobrazowy położony na wschód od Osiedla im. Tadeusza Kotarbińskiego w Koszalinie, w województwie zachodniopomorskim.
Zespół obejmuje obszar 10,32 ha, został ustanowiony na podstawie Rozporządzenia Wojewody Koszalińskiego nr. 4/95 z dnia 7 marca 1995 w celu ustanowienia ochrony charakterystycznego ukształtowania terenu złożonego z licznych wąwozów wciętych w gliniaste podłoże. Poza ukształtowaniem terenu ochronie podlega również drzewiasta i krzewiasta szata roślinna. Wśród gatunków chronionych w zespole przyrodniczo-krajobrazowym „Wąwozy Grabowe” występują kalina koralowa, konwalia majowa, kruszczyk szerokolistny, kruszyna pospolita, przytulia wonna, bluszcz pospolity i przylaszczka pospolita. Z drzew rosnących na tym terenie należy wymienić dąb szypułkowy, buk zwyczajny i trześnia.